# Истенич, Руди
Руди Истенич (словен. Rudi Istenič; 10 января 1971, Кёльн) — немецкий и словенский футболист, полузащитник.

## Карьера

### Клубная
Родился в Кёльне в словенской семье. Всю игровую карьеру провёл в футбольных командах Германии. Первым клубом Истенича стала «Германия» из Хаккенбройха, потом играл за юношеские команды «Кёльна» и леверкузенского «Байера» (у Юргена Гельсдорфа), дормагенский «Байер» в Фербандслиге, любительскую команду «Фортуны». Лучшие годы игрока пришлись на выступления за дюссельдорфскую «Фортуну» в первой и второй Бундеслигах, а также «Юрдинген 05» в третьей Бундеслиге. В настоящее время — владелец спортивного зала с «гастрономией» в Бедбург-Хау и агент недвижимости. Тренировал молодёжную команду «Виктории» из Гоха.

### В сборной
В словенскую национальную команду Истенича пригласил Боян Прашникар. Руди стал первым в ряду словенских немцев в команде (Кевин Кампль, Доминик Марох, Райко Тавчар).
| Матчи и голы Истенича за сборную Словении | Матчи и голы Истенича за сборную Словении | Матчи и голы Истенича за сборную Словении | Матчи и голы Истенича за сборную Словении | Матчи и голы Истенича за сборную Словении | Матчи и голы Истенича за сборную Словении | Матчи и голы Истенича за сборную Словении |
| ----------------------------------------- | ----------------------------------------- | ----------------------------------------- | ----------------------------------------- | ----------------------------------------- | ----------------------------------------- | ----------------------------------------- |
| №                                         | Дата                                      | Соперник                                  | Счёт                                      | Голы Истенича                             | Турнир                                    |                                           |
| 1                                         | 6 сентября 1997                           | Греция                                    | 0:3                                       | -                                         | Отборочные матчи ЧМ-1998                  |                                           |
| 2                                         | 10 сентября 1997                          | Босния и Герцеговина                      | 0:1                                       | -                                         | Отборочные матчи ЧМ-1998                  |                                           |
| 3                                         | 11 октября 1997                           | Хорватия                                  | 1:3                                       | -                                         | Отборочные матчи ЧМ-1998                  |                                           |
| 4                                         | 5 февраля 1998                            | Исландия                                  | 3:2                                       | -                                         | Товарищеский матч                         |                                           |
| 5                                         | 6 февраля 1998                            | Словакия                                  | 1:1                                       | -                                         | Товарищеский матч                         |                                           |
| 6                                         | 9 февраля 1998                            | Кипр                                      | 0:1                                       | -                                         | Товарищеский матч                         |                                           |
| 7                                         | 25 марта 1998                             | Польша                                    | 0:2                                       | -                                         | Товарищеский матч                         |                                           |
| 8                                         | 22 апреля 1998                            | Чехия                                     | 1:3                                       | -                                         | Товарищеский матч                         |                                           |
| 9                                         | 14 октября 1998                           | Латвия                                    | 1:0                                       | -                                         | Отборочные матчи ЧЕ-2000                  |                                           |
| 10                                        | 27 марта 1999                             | Грузия                                    | 1:1                                       | -                                         | Отборочные матчи ЧЕ-2000                  |                                           |
| 11                                        | 5 июня 1999                               | Латвия                                    | 2:1                                       | -                                         | Отборочные матчи ЧЕ-2000                  |                                           |
| 12                                        | 9 июня 1999                               | Албания                                   | 1:0                                       | -                                         | Отборочные матчи ЧЕ-2000                  |                                           |
| 13                                        | 18 августа 1999                           | Албания                                   | 2:0                                       | -                                         | Отборочные матчи ЧЕ-2000                  |                                           |
| 14                                        | 4 сентября 1999                           | Грузия                                    | 2:1                                       | -                                         | Отборочные матчи ЧЕ-2000                  |                                           |
| 15                                        | 8 сентября 1999                           | Норвегия                                  | 0:4                                       | -                                         | Отборочные матчи ЧЕ-2000                  |                                           |
| 16                                        | 19 февраля 2000                           | ОАЭ                                       | 1:1                                       | -                                         | Товарищеский матч                         |                                           |
| 17                                        | 23 февраля 2000                           | Оман                                      | 4:0                                       | -                                         | Товарищеский матч                         |                                           |